# Grand Prix du Midi Libre
Il Grand Prix du Midi Libre era una corsa a tappe maschile di ciclismo su strada che si svolgeva nella regione Linguadoca-Rossiglione, in Francia. Prendeva il nome dall'omonimo quotidiano francese.

## Storia
Fu creata nel 1949 da Jean Bellon e Maurice Bujon. René Rollat fu il primo responsabile della corsa.
La gara non venne disputata nel 1968, mentre nel 1987 si fuse con il Tour de l'Aude ma, dopo un paio di anni di doppia denominazione, "G.P. du Midi Libre/Tour de l'Aude", si ritornò all'originaria denominazione. Nel 2003 non venne nuovamente organizzata a causa di problemi economici e nel 2004 venne disputata l'ultima edizione. A causa dell'abbandono del giornale Midi Libre, l'ultima edizione assunse la denominazione Tour du Languedoc-Roussillon.
Svolgendosi poco prima del Tour de France, svolse un ruolo importante come test di preparazione in vista della più importante corsa a tappe e, anche per questo, molti sono stati i campioni che si sono aggiudicati questa corsa, da Francesco Moser ad Eddy Merckx, da Miguel Indurain a Laurent Jalabert. Tuttavia solo quattro ciclisti, tre francesi ed un belga, si sono aggiudicati la gara per più di una volta: Antonin Rolland (1950 e 1956), André Foucher (1964 e 1965), Claude Criquielion (1986 e 1988) e Jean-René Bernaudeau, recordman della competizione con ben quattro vittorie consecutive, dal 1980 al 1983.

## Albo d'oro
Aggiornato all'edizione 2004.
| Anno | Vincitore                | Secondo                   | Terzo                     |
| ---- | ------------------------ | ------------------------- | ------------------------- |
| 1949 | Henri Massal             | Marius Bonnet             | Raphaël Géminiani         |
| 1950 | Antonin Rolland          | Raphaël Géminiani         | Pierre Fautrier           |
| 1951 | Raphaël Géminiani        | Roger Buchonnet           | Antonio Gelabert          |
| 1952 | Siro Bianchi             | Louison Bobet             | Marius Bonnet             |
| 1953 | Pierre Nardi             | Paul Matteoli             | Adolphe Deledda           |
| 1954 | Jesús Martínez           | Siro Bianchi              | Georges Meunier           |
| 1955 | Miguel Poblet            | Lucien Demunster          | Alfred De Bruyne          |
| 1956 | Antonin Rolland          | René Privat               | Ugo Anzile                |
| 1957 | Jempy Schmitz            | Frans Schoubben           | Valentin Huot             |
| 1958 | Francis Pipelin          | Joseph Morvan             | François Mahé             |
| 1959 | Jean Brankart            | François Mahé             | Raymond Mastrotto         |
| 1960 | Valentin Huot            | Marcel Queheille          | Raymond Mastrotto         |
| 1961 | Joseph Groussard         | Jean-Claude Annaert       | Raymond Poulidor          |
| 1962 | Mies Stolker             | Édouard Delberghe         | Joseph Groussard          |
| 1963 | Fernando Manzaneque      | Jan Janssen               | Édouard Delberghe         |
| 1964 | André Foucher            | Raymond Mastrotto         | Victor Van Schil          |
| 1965 | André Foucher            | Jean Stablinski           | Tom Simpson               |
| 1966 | Jean-Claude Theilliere   | Raymond Delisle           | Julien Delocht            |
| 1967 | Michel Grain             | Roger Pingeon             | Raymond Poulidor          |
| 1968 | non disputato            | non disputato             | non disputato             |
| 1969 | Luis Ocaña               | Ferdinand Bracke          | Remi Van Vreckom          |
| 1970 | Walter Ricci             | José Gómez Lucas          | Charly Grosskost          |
| 1971 | Eddy Merckx              | Joop Zoetemelk            | André Dierickx            |
| 1972 | Cyrille Guimard          | Joop Zoetemelk            | Yves Hézard               |
| 1973 | Raymond Poulidor         | Joop Zoetemelk            | Mariano Martínez          |
| 1974 | Jean-Pierre Danguillaume | Barry Hoban               | Frans Verbeeck            |
| 1975 | Francesco Moser          | Joop Zoetemelk            | Christian Seznec          |
| 1976 | Alain Meslet             | Lucien Van Impe           | Bernard Hinault           |
| 1977 | Wladimiro Panizza        | Bernard Thévenet          | Joop Zoetemelk            |
| 1978 | Claudio Bortolotto       | Gilbert Le Lay            | Ludo Loos                 |
| 1979 | Giuseppe Saronni         | Joaquim Agostinho         | Pierre-Raymond Villemiane |
| 1980 | Jean-René Bernaudeau     | Joaquim Agostinho         | Johan Van der Velde       |
| 1981 | Jean-René Bernaudeau     | Christian Levavasseur     | Ludo Peeters              |
| 1982 | Jean-René Bernaudeau     | Francesco Moser           | Kim Andersen              |
| 1983 | Jean-René Bernaudeau     | Joop Zoetemelk            | Patrick Bonnet            |
| 1984 | Dominique Garde          | Marc Durant               | Alain Vigneron            |
| 1985 | Silvano Contini          | Éric Caritoux             | François Lemarchand       |
| 1986 | Claude Criquielion       | Jean-René Bernaudeau      | Pello Ruiz Cabestany      |
| 1987 | Patrice Esnault          | Julián Gorospe            | Marc Madiot               |
| 1988 | Claude Criquielion       | Éric Boyer                | Jos Haex                  |
| 1989 | Jerome Simon             | Gérard Rué                | Jean-Claude Colotti       |
| 1990 | Gérard Rué               | Dominique Arnaud          | Jean-Claude Colotti       |
| 1991 | Gilbert Duclos-Lassalle  | Martial Gayant            | Frank Van den Abeele      |
| 1992 | Luc Leblanc              | Ján Svorada               | Vjačeslav Ekimov          |
| 1993 | Maurizio Fondriest       | Dominique Arnould         | Roberto Pelliconi         |
| 1994 | Ján Svorada              | Pavel Tonkov              | Roberto Conti             |
| 1995 | Miguel Indurain          | Richard Virenque          | Thierry Laurent           |
| 1996 | Laurent Jalabert         | Laurent Brochard          | Richard Virenque          |
| 1997 | Alberto Elli             | Georg Totschnig           | Bart Voskamp              |
| 1998 | Laurent Dufaux           | Christophe Rinero         | Laurent Brochard          |
| 1999 | Benoît Salmon            | Aleksandr Vinokurov       | José Alberto Martínez     |
| 2000 | Didier Rous              | Georg Totschnig           | Tadej Valjavec            |
| 2001 | Iban Mayo                | Benoît Salmon             | Christophe Moreau         |
| 2002 | Lance Armstrong          | Igor González de Galdeano | José Azevedo              |
| 2003 | non disputato            | non disputato             | non disputato             |
| 2004 | Christophe Moreau        | Vjačeslav Ekimov          | Iker Flores               |